# Ференбальм
Ференбальм (нем. Ferenbalm) — коммуна в Швейцарии, в кантоне Берн.
Входит в состав округа Лаупен. Население составляет 1262 человека (на 31 декабря 2006 года). Официальный код — 0662.

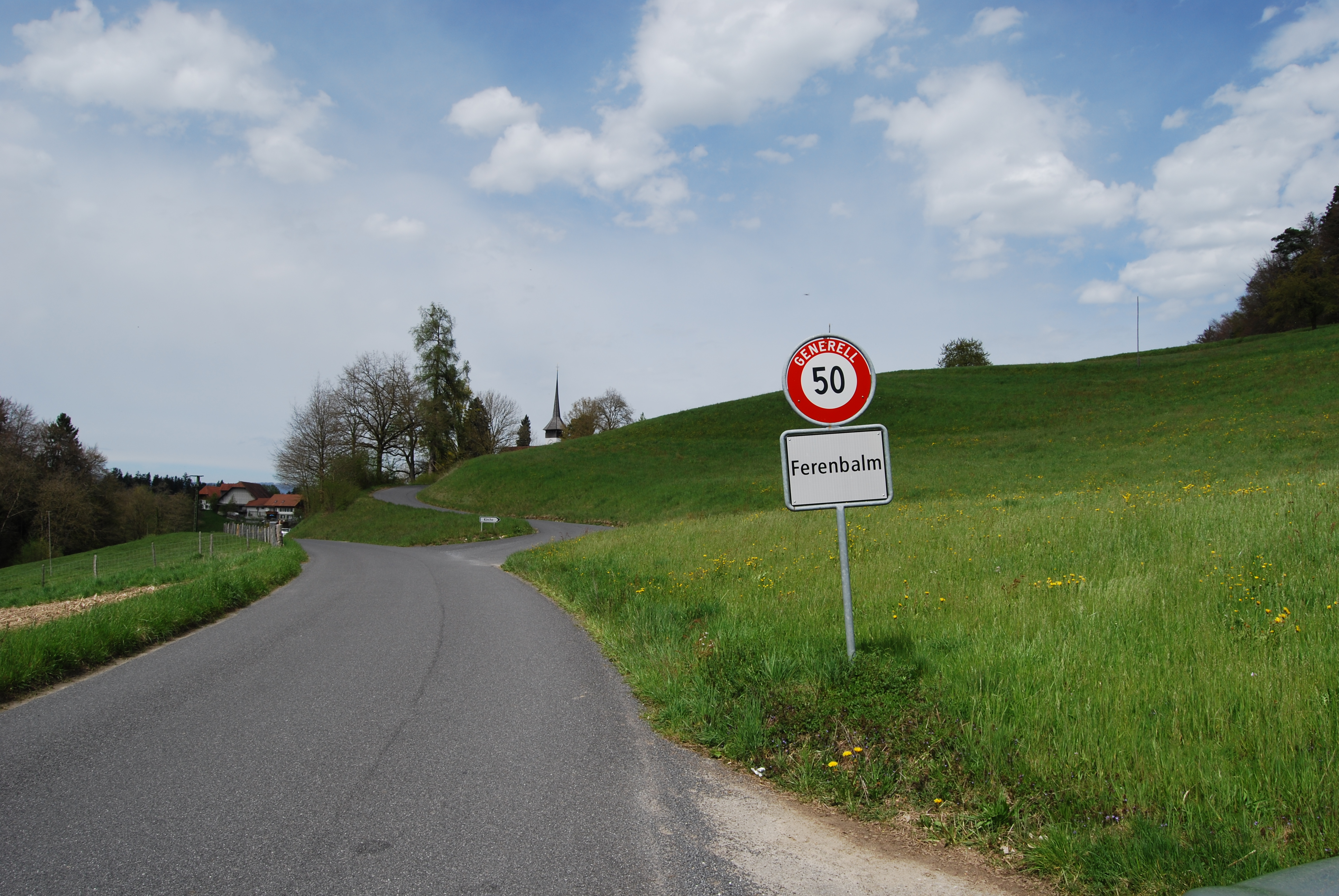
Ференбальм